# Madhupati
Madhupati (en népalais : मधुपट्टी) est un comité de développement villageois du Népal situé dans le district de Saptari. Au recensement de 2011, il comptait 4 786 habitants.